# Kekavmen
Kekavmen (grč. Κεκαυμένος) bio je vizantijski aristokrata iz Tesalije, pod čijim su imenom sačuvana dva spisa koja datiraju iz druge polovine 11. veka.
U spisu Strategikon (Στρατηγικόν) autor daje svom sinu savete za vojničku i civilnu karijeru, kao i za život uopšte. U spisu Opomena caru (Λόγος νουθετητικός) Kekavmen ne iznosi nikakav sistematski opis dužnosti vladara, nego ukazuje na otvorene probleme vremena. Ti su spisi stilski često rogobatni, ali su istiniti i živi. Posebno su dragoceni po tome što se iz njih saznaje kako je živela i mislila vizantijska provincija. Približavaju nam svet onih malih ljudi koji su daleko od brušene istančanosti prestonog Carigrada davali carstvu njegovu životnu snagu i obavljali njegove poslove. Kekavmenovi saveti su od velike važnosti za istoriju, jer on svaki savet propraća i ilustruje konkretnim istorijskim događajima.
U Strategikonu je reč o mnoštvu saveta napisanih jednostavnim jezikom i upućenih piščevom sinu — gotovo jedini izvor prvoga reda za naše poznavanje onoga o čemu na zalasku života razmišlja jedan plemić na selu, bivši guverner ili bivši vojni zapovednik i pored toga što nije čovek od pera i što, kako sam kaže, nije okusio ništa od klasičnog grčkog obrazovanja. Kekavmen ne nastupa sa žestinom kritičara već prosto beleži. Suma njegove mudrosti je, gotovo bi se mogli reći, nepoverenje i samo nepoverenje: niko ne treba da ima poverenja ni u sudbinu niti u žene, a još manje u lekare, niti u cara, pa ni u najboljeg prijatelja. On je pesimista kao i pisci Mudrosti Solomonove i Mudrosti Sirahove, knjiga Starog zaveta, iz kojih rado uzima citate. Njegov bog nije nikakav vizantijski pantokrator već pre bog moralista, pravičnog poravnjanja u svim okolnostima kada svako radi ono za šta je zadužen; istovremeno i bog s kojim se noću može zapodenuti razgovor; ni u kom slučaju bog moćnih bataljona, nego pre bog opreznih i mudrih zapovednika. Na Kekavmena ne ostavljaju nikakav utisak hiperbole carske ideologije: i car je samo čovek. On može znati mnogi, ali postoji još više toga što ne zna i bilo bi nerazmno da se neko pokorava bilo kojoj njegovoj naredbi. Kekavmen ne skriva svoje ogorčenje zbog ponašanja careva prema toparsima koji služe na granicama carstva, a još manje kada je u pitanju odnos careva prema dvoranima kojima je dopušteno da utiču na njih. Zna da prestonica živi od provincije, te smatra da je zanemarivanje provincije jedna od najvećih nesreća vizantijske politike. Impresivna je oštrica zapažanja; jer upravo su iz tog razloga, odmah zatim, za tren oka, izgubljene istočne provincije na koje se uglavnom usredsređivao pogled Kekavmenov. „Velika je letargija ovladala ljudima” — to su njegove reči. „Idi u provincije”, opominje cara, „i pogledaj nepravde koje moraju da trpe tvoji podanici”. Konstantin IX Monomah je za njega tipičan primer „carske usedelice”. I „od tada romejsko carstvo nije videlo ničeg dobrog”.

## Literatura
- Ферлуга, Јадран (1966). „Кекавмен”. Византијски извори за историју народа Југославије. 3. Београд: Византолошки институт. стр. 189—217.